# یواس‌اس آستوریا (سی‌ای-۳۴)
یواس‌اس آستوریا (سی‌ای-۳۴) (به انگلیسی: USS Astoria (CA-34)) یک کشتی بود که طول آن ۵۸۸ فوت (۱۷۹ متر) بود. این کشتی در سال ۱۹۳۳ ساخته شد.